# Myrcianthes pseudomato
Myrcianthes pseudomato, guilli, alpamato, es una especie de planta con flor árbol de la familia Myrtaceae. Es endémico de Bolivia y Argentina.